# Anseropoda macropora
Anseropoda macropora är en sjöstjärneart som beskrevs av Fisher 1913. Anseropoda macropora ingår i släktet Anseropoda och familjen Asterinidae.
Artens utbredningsområde är Filippinerna. Inga underarter finns listade i Catalogue of Life.